# Метеоідіот
«Метеоідіот» (англ. The Rainbowmaker) — спільний російсько-грузинсько-німецько-нідерландсько-італійсько-фінляндський художній фільм 2008 року. Бурлеск в стилі найкращих грузинських комедій радянського періоду.

## Зміст
Близнюків Салзліп виховав їхній дідусь. Ні батько, ні мати з ними не живуть. Хлопці все життя думали, що їхній батько — секретний агент або герой, що володіє суперсилою, і у нього важлива справа — порятунку світу. Виявляється, що він звичайний метеоролог, який через дурість потрапив до в'язниці. Їхня мати втекла невідомо куди з іншим чоловіком. Вони відмовляються спілкуватися з батьком. Одного разу той відкриває в собі дійсно надзвичайні здібності з управління погодою. Він збирається використати свій дар, аби повернути собі дітей.

## Ролі
- Мераб Нинідзе — Дато
- Анна Антонович — Олена
- Чулпан Хаматова — Лія
- Ніно Киртадзе — Леді Смерть
- Рамаз Чхіквадзе — дідусь Георгій
- Томас Урб — Зораб

## Нагороди
- Приз за найкращий сценарій і операторську роботу кінофестивалю Кіношок-2009